# Světnov
Světnov (německy Zwitnuf) je obec v okrese Žďár nad Sázavou v Kraji Vysočina. Protéká tudy Stržský potok, který je levostranným přítokem řeky Sázavy. Žije zde 456 obyvatel.

## Poloha
Vesnice samotná, jakož i téměř celý její moderní katastr leží v Čechách, ale některé pozemky při severní hranici jejího katastru v blízkosti silnice spojující Světnov se sousední obcí Cikháj původně náležely ke katastru této sousední moravské obce, k níž dnes pro změnu náležejí některé pozemky dříve náležející ke Světnovu.[zdroj⁠?!] Okrajová velice malá část katastru Světnova původně náležela ke katastru sousední moravské vsi Počítky. Jedná se například o parcely 1109/2, 1109/7 a 1109/10.[zdroj⁠?!]

## Historie
Světnov byl založen před rokem 1293 kolonizační činností v jihovýchodní části Libického újezdu darovaného žďárskému klášteru Janem z Polné. První písemná zmínka o obci pochází z roku 1366.

## Obyvatelstvo
| Rok            | 1869 | 1880 | 1890 | 1900 | 1910 | 1921 | 1930 | 1950 | 1961 | 1970 | 1980 | 1991 | 2001 | 2011 | 2021 |
| -------------- | ---- | ---- | ---- | ---- | ---- | ---- | ---- | ---- | ---- | ---- | ---- | ---- | ---- | ---- | ---- |
| Počet obyvatel | 959  | 861  | 872  | 778  | 770  | 771  | 664  | 572  | 554  | 485  | 474  | 419  | 409  | 437  | 440  |
| Počet domů     | 114  | 123  | 129  | 126  | 129  | 129  | 133  | 145  | 136  | 131  | 137  | 147  | 157  | 171  | 173  |

## Obecní správa
V letech 1869–1980 Vatín byl obcí v okrese Polná (1869), poté v okrese Chotěboř (1880–1930) a později v okrese Žďár nad Sázavou (v roce 1950 Žďár). Od 1. července 1980 do 30. června 1990 patřil jako část města k Žďáru nad Sázavou a od 1. července 1990 je opět samostatnou obcí.

### Obecní symboly
Znak a vlajka byly obci uděleny rozhodnutím předsedy Poslanecké sněmovny Parlamentu České republiky dne 17. června 2009.

## Školství
- Základní škola a Mateřská škola Světnov

## Pamětihodnosti
- Boží muka u silnice směr Polnička
- Kříž z roku 1848
- Kaplička se zvonicí
- Kamenný most přes Stržský potok
- Přírodní památka Světnovské údolí

## Galerie

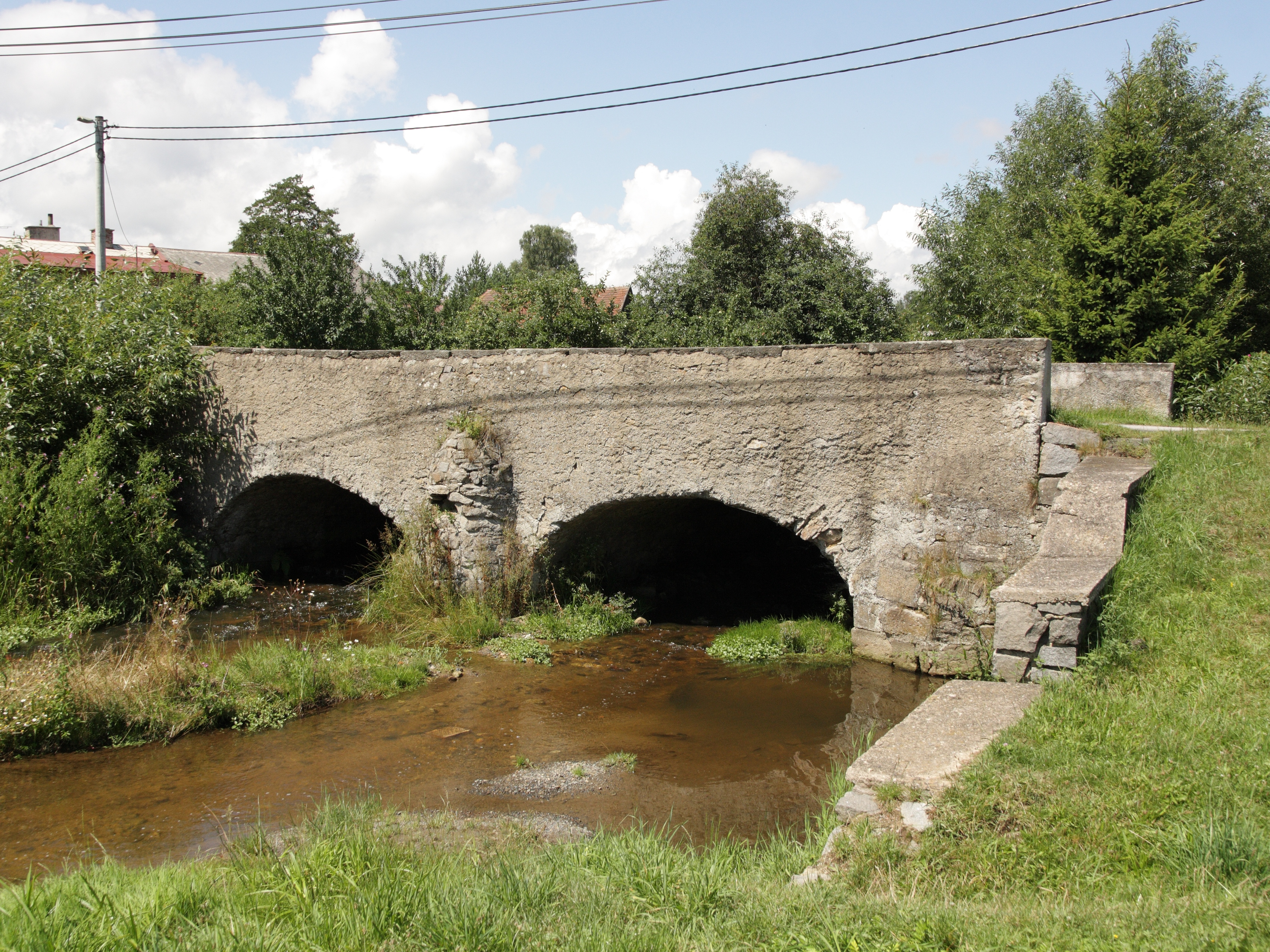
Kamenný most
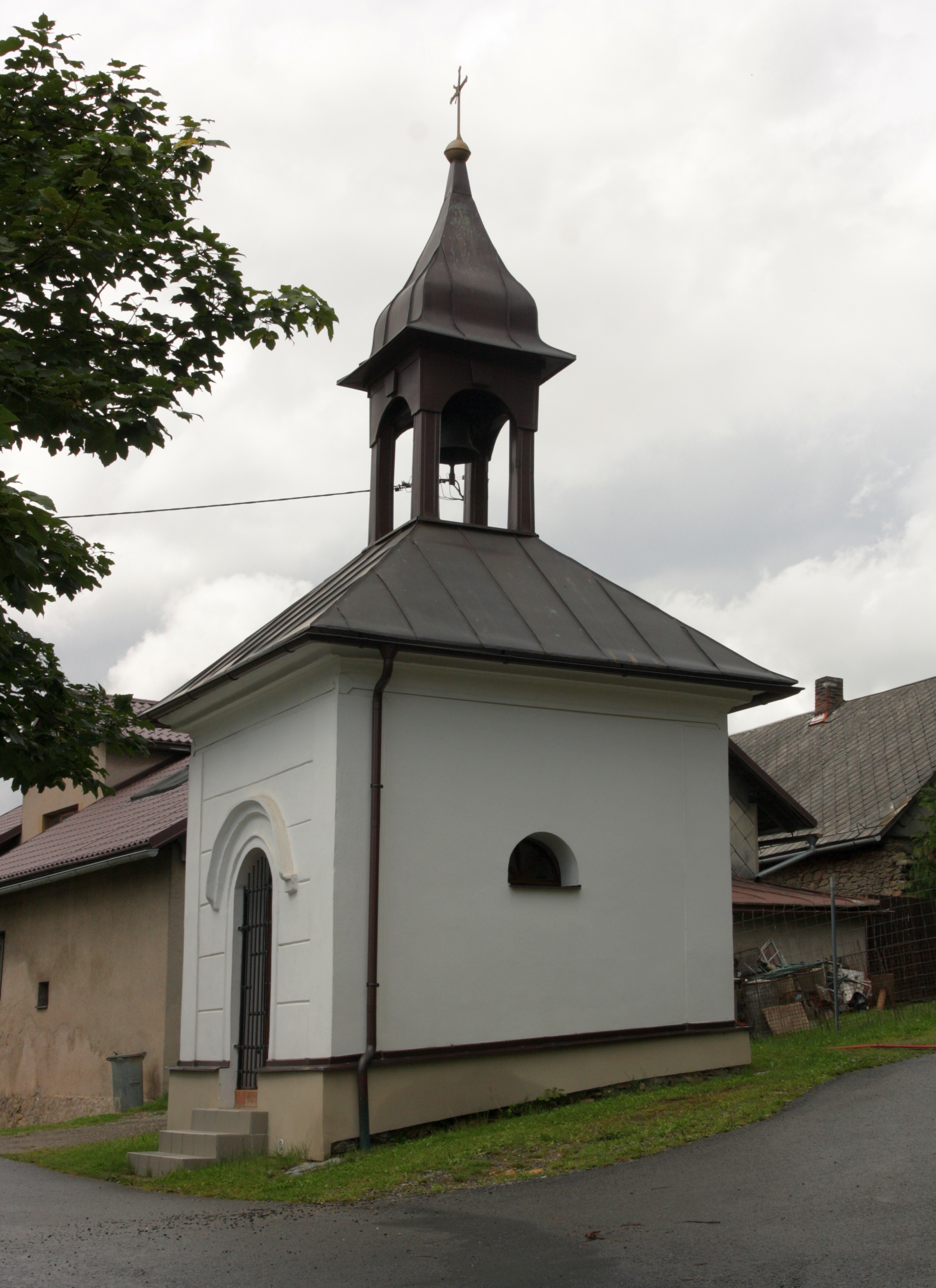
Kaplička
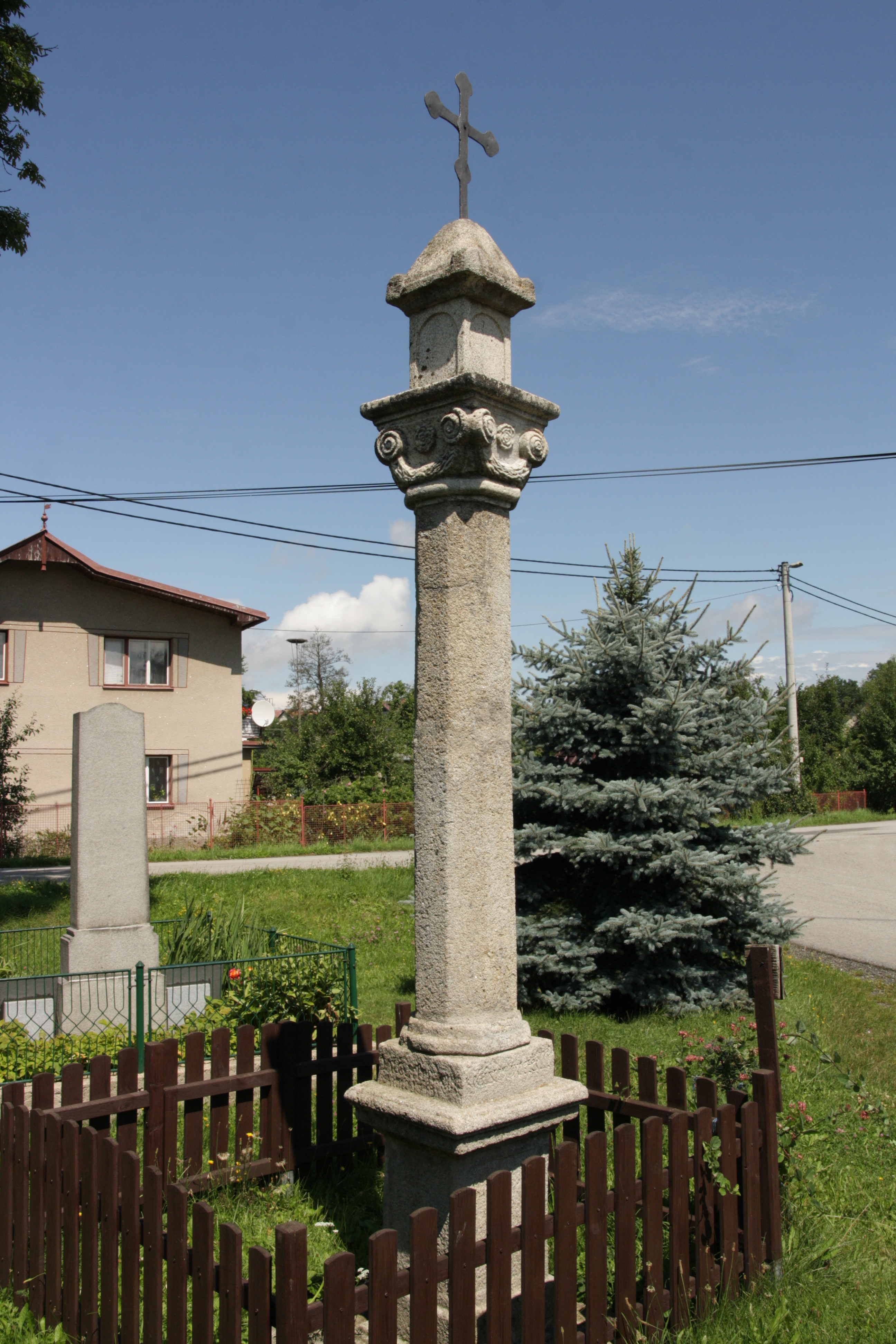
Boží muka